# Mitchell Weeks
Mitchell Weeks, född 22 juni 2001 i Barrie, Ontario, är en kanadensisk professionell ishockeymålvakt som säsongen 2022/2023 spelar för Rockford IceHogs i American Hockey League.